# Kani Iwa
Kani Iwa är en kulle i Antarktis. Den ligger i Östantarktis. Norge gör anspråk på området. Toppen på Kani Iwa är 109 meter över havet.
Terrängen runt Kani Iwa är huvudsakligen kuperad, men västerut är den platt. Havet är nära Kani Iwa norrut. Trakten är obefolkad. Det finns inga samhällen i närheten.